# Hunters (serie televisiva)
Hunters è una serie televisiva statunitense del 2020, scritta e ideata da David Weil.

## Trama

### Prima stagione
New York, 1977. Un eterogeneo gruppo alla ricerca di nazisti, i Cacciatori, viene a sapere che centinaia di ufficiali di alto rango si nascondono ancora tra le persone comuni (molti dei quali portati in USA direttamente dal Governo Truman) cospirando per creare il Quarto Reich negli Stati Uniti. Jonah Heidelbaum, a seguito dell'assassinio della nonna Ruth, in passato fidanzata di Meyer Offerman (co-fondatore, assieme alla stessa, dei Cacciatori) si mette sulle tracce del colpevole ed incappa suo malgrado nel gruppo. L'eclettico team si avventura così in una sanguinosa ricerca per eliminare i nazisti  e ostacolarne il nuovo piano genocida. Il principale obiettivo del gruppo è Wilhelm Zuchs, denominato Il Lupo, uno dei più feroci nazisti, reo di aver torturato in special modo Meyer ai tempi della prigionia. Alla fine della stagione, si scoprirà che il Meyer che ha creato il gruppo dei Cacciatori era in realtà Il Lupo, che 30 anni prima uccise il vero Offerman e ne rubò l'identità, per poi pentirsi e iniziare a dare la caccia ai nazisti come lui che erano scappati dalla Germania, e proprio per questo Jonah lo uccide, mentre si scopre che le menti dietro al complotto per stabilire il Quarto Reich sono Eva Braun e Adolf Hitler, in realtà fuggiti nel 1945.

### Seconda stagione
1979. Due anni dopo gli eventi della prima stagione, i Cacciatori, ora guidati da Jonah, scoprono che Hitler è ancora vivo e si rifugia in Argentina. Decidono così, insieme ad un altro gruppo di Cacciatori di nazisti guidato dalla prozia di Jonah, Chava, di dargli la caccia, risalendo man mano a generali nazisti sotto copertura che conoscono la collocazione del Fuhrer. Parallelamente a questa timeline successiva alla prima stagione, la serie racconta di come il finto Meyer Hofferman ha creato il gruppo dei Cacciatori, rivelando inoltre che fu lui a far uccidere Ruth (che aveva scoperto la sua vera identità) all'inizio della prima stagione. Alla fine, gli Hunters riusciranno a far arrestare Hitler che, dopo un processo equo, viene condannato all'ergastolo, mentre Eva Braun viene uccisa dal suo principale adepto e amante Travis, che a sua volta riesce a fuggire.

## Episodi
| Stagione         | Episodi | Pubblicazione USA | Pubblicazione Italia |
| ---------------- | ------- | ----------------- | -------------------- |
| Prima stagione   | 10      | 2020              | 2020                 |
| Seconda stagione | 8       | 2023              | 2023                 |

## Personaggi e interpreti

### Personaggi principali
- Jonah Heidelbaum (stagioni 1-2), interpretato da Logan Lerman, doppiato da Manuel Meli.
Jonah è un giovane scaltro che prende il posto di sua nonna Ruth (uccisa dai nazisti) nei Cacciatori.
- Meyer Offerman (stagioni 1-2), interpretato da Al Pacino, doppiato da Giancarlo Giannini.
Meyer è un filantropo ebreo e sopravvissuto all'Olocausto. Si scoprirà solamente nell'ultimo episodio della prima serie che in realtà era il Lupo, che in passato prese il posto del vero Meyer che aveva ucciso. Verrà quindi ucciso da Jonah in seguito alla rivelazione.
- Millicent “Millie” Morris (stagioni 1-2), interpretata da Jerrika Hinton, doppiata da Letizia Scifoni.
Millie è un'agente dell'FBI che si imbatte nel Quarto Reich e nei Cacciatori durante un'indagine per omicidio.
- Il Colonnello / Eva Braun (stagioni 1-2), interpretata da Lena Olin, doppiata da Rossella Izzo.
È la leader del Quarto Reich e la moglie di Adolf Hitler.
- Murray Markowitz (stagione 1), interpretato da Saul Rubinek, doppiato da Stefano De Sando.
Murray è un sopravvissuto del campo di concentramento di Auschwitz ed è l'esperto di elettronica dei Cacciatori e marito di Mindy. Morirà nel tentativo di disinnescare una bomba in un treno della metropolitana di New York.
- Mindy Markowitz (stagioni 1-2), interpretata da Carol Kane, doppiata da Cristina Noci.
Sopravvissuta ad Auschwitz, Mindy è insieme al marito Murray, l'esperta di elettronica dei cacciatori.
- Lonny Flash (stagioni 1-2), interpretato da Josh Radnor, doppiato da Simone D'Andrea.
Lonny è un attore ebreo, membro dei Cacciatori.
- Travis Leich (stagioni 1-2), interpretato da Greg Austin, doppiato da Fabrizio De Flaviis.
Travis è un accolito nazista attratto dal Quarto Reich.
- Roxy Jones (stagioni 1-2), interpretata da Tiffany Boone, doppiata da Eva Padoan.
L'autista dei Cacciatori e un'ottima combattente corpo a corpo. Ha una figlia.
- Joe Mizushima / Torrance (stagioni 1-2), interpretato da Louis Ozawa Changchien, doppiato da Gianfranco Miranda.
Un tormentato veterano della guerra del Vietnam e l'esperto di combattimento dei Cacciatori.
- Sorella Harriet / Rebecca (stagioni 1-2), interpretata da Kate Mulvany, doppiata da Federica De Bortoli.
Harriett è un'ex agente del MI6, che ora lavora con i Cacciatori.
- Ruth Heidelbaum (stagioni 1-2), interpretata da Jeannie Berlin. 
 È la nonna di Jonah.
- Biff Simpson (stagione 1; guest star stagione 2), interpretato da Dylan Baker, doppiato da Stefano Benassi.
È un politico dell'amministrazione Carter ed è segretamente un agente nazista sotto copertura.
- Adolf Hitler (stagione 2; guest star stagione 1), interpretato da Udo Kier, doppiato da Carlo Reali.
Il leader del partito nazionalsocialista, nonché la figura dietro a tutto il complotto al centro della serie. Non è infatti morto nel 1945, ma vive, nascosto, in Argentina assieme a sua moglie Eva Braun e un ridotto numero di uomini al suo servizio.
- Simon Wiesenthal (stagioni 1-2), interpretato da Judd Hirsch. 
 Cacciatore di nazisti amico di Meyer.
- Chava Apfelbaum (stagione 2), interpretata da Jennifer Jason Leigh, doppiata da Chiara Colizzi.
È la sorella di Ruth, nonché prozia di Jonah, creduta morta da tutti i suoi conoscenti per anni, ed è a capo di un altro gruppo di cacciatori di nazisti in cerca di Hitler, che per questo si unisce al gruppo di Jonah.
- Clara (stagione 2), interpretata da Emily Rudd, doppiata da Giulia Franceschetti. 
 È la fidanzata di Jonah nella sua nuova vita che sta conducendo in Francia.
- Annette (stagione 2), interpretata da Sonya Leslie. 
 È la segretaria di Meyer.
- Georges (stagione 2), interpretato da Tommy Martinez. 
 Fedelissimo di Chava e nuovo membro dei Cacciatori.

## Distribuzione
La prima stagione, composta da 10 episodi, è stata distribuita su Prime Video dal 21 febbraio 2020. Il 3 agosto 2020 la serie è stata rinnovata per una seconda e ultima stagione, pubblicata a partire dal 13 gennaio 2023.

## Accoglienza

### Critica
La serie è stata accolta da critiche generalmente positive. Sull'aggregatore di recensioni Rotten Tomatoes ottiene il 69% delle recensioni professionali positive, mentre su Metacritic ha un punteggio di 55 su 100 basato su 47 recensioni.

## Riconoscimenti
| - ASCAP Award - 2021 – Miglior serie in streaming a Cristobal Tapia de Veer - Black Reel Awards for Television - 2020 – Candidata per la miglior regia in una serie drammatica a Millicent Shelton per Ruth 1:16 - 2020 – Candidata per la miglior sceneggiatura in una serie drammatica a Zakiyyah Alexander per Ruth 1:16 - Camerimage - 2020 – Miglior pilota televisivo a Frederick Elmes per Nel ventre della balena - Critics' Choice Super Awards - 2021 – Candidata per la miglior serie d'azione - 2021 – Candidato per il miglior attore in una serie d'azione a Logan Lerman - 2021 – Candidato per il miglior attore in una serie d'azione ad Al Pacino | - Golden Globe - 2021 – Candidato per il miglior attore in una serie drammatica ad Al Pacino - Hollywood Critics Association Television Awards - 2020 – Candidata per la miglior nuova serie drammatica in streaming - OFTA Television Award - 2020 – Candidata per la miglior nuova sequenza di titoli - SOCAN - 2021 – Miglior musica internazionale in una serie televisiva a Cristobal Tapia de Veer |